# Kolbeterberg
Der Kolbeterberg ist ein Berg im 14. Wiener Gemeindebezirk Penzing im nördlichen Wienerwald. Er hat eine Höhe von 426 m ü. A.
Er befindet sich nördlich von Wien-Hadersdorf und wird im Osten von der Jägerwaldsiedlung und im Westen von Kasgraben und Mauerbach umrahmt. An seiner südlichen Flanke entspringt der Kolbeterberggraben.
Mit einer Fläche von 28 Hektar bildet der Kolbeterberg eine der kleinsten Kernzonen des Biosphärenpark Wienerwald. Rund die Hälfte wird von Waldmeister-Buchenwäldern geprägt und die andere Hälfte von sauren Eichen-Hainbuchenbeständen. Um einen möglichst ursprünglichen Lebensraum für die seltenen Tier- und Pflanzenarten zu erhalten, werden menschliche Eingriffe vermieden, was auch an den vielen abgestorbenen Bäumen sichtbar wird. Das Betreten darf daher nur auf den offiziell markierten Wegen erfolgen.